# Infineon Technologies
Infineon Technologies AG és un fabricant alemany de semiconductors fundat el 1999, quan es van separar les operacions de semiconductors de l'antiga empresa matriu Siemens AG. Infineon té uns 50.280 empleats i és un dels deu fabricants de semiconductors més grans del món. L'any fiscal 2021, la companyia va assolir unes vendes d'11.060 milions d'euros. Infineon va comprar Cypress Semiconductor l'abril de 2020.
Infineon comercialitza semiconductors i sistemes per als sectors de l'automoció, industrial i multimercat, així com targetes amb xip i productes de seguretat. Infineon té filials als EUA a Milpitas, Califòrnia, i a la regió Àsia-Pacífic, a Singapur i Tòquio, Japó.
Infineon té diverses instal·lacions a Europa, una a Dresden. El segment d'alta potència d'Infineon es troba a Warstein, Alemanya; Villach i Graz a Àustria; Cegléd a Hongria; i Itàlia. També gestiona centres d'R+D a França, Singapur, Romania, Taiwan, Regne Unit, Ucraïna i l'Índia, així com unitats de fabricació a Singapur, Malàisia, Indonèsia i la Xina. També hi ha un centre de serveis compartits a Maia, Portugal.
Infineon cotitza a l'índex DAX de la Borsa de Frankfurt.
El 2010, es va iniciar un concurs de poders abans de la propera junta d'accionistes sobre si el membre del consell Klaus Wucherer podria entrar a l'oficina del president després de la jubilació de l'actual president Max Dietrich Kley.
Després de diverses reestructuracions, Infineon avui comprèn quatre àrees de negoci: Automoció (ATV), Control de potència industrial (IPC), Sistemes d'alimentació i sensors (PSS), Sistemes segurs connectats (CSS).